# Torre dels Moros (Vallirana)
La Torre dels Moros és una obra de Vallirana (Baix Llobregat) declarada Bé Cultural d'Interès Nacional.

## Descripció
Es tracta de dues torres de planta circular situades a l'est del terme, a poca distància entre elles, uns 12 metres, amb restes de murs i canalitzacions, antigament comunicades. Són de base atalussada i es conserven a pràcticament tota la seva alçada. (Es correspondrien a elements de molins, possiblement cacaus). La més gran s'aixeca sobre una base quadrangular i l'altra ha estat aprofitada com a xemeneia pels propietaris de la casa on està ubicada. Van ser construïdes amb un aparell de petits carreus irregulars disposats en filades horitzontals.

## Història
Són les dues torres de pedra de planta rodona que es poden veure actualment al Passeig de Sant Lluís, on fa la corba i cantonada amb el carrer Barcelona i sobre la fàbrica de xocolata. Estan integrats en sengles propietats privades, una a cada banda del carrer.
Daten de l'època medieval, segurament del segle xiii o XIV, i podrien ser d'origen àrab. Confirmaria això unes tombes trobades allà a l'estil d'aquesta cultura. La seva funció estaria lligada a l'antic canal de rec que hi passava i on farien de pous d'anivellament, rec dels Molins de la Llibra, existent ja en el segle xiii, segons consta en un document de venda del 1257. En els fogatges del segle xvi, la Llibra és un dels escassos masos esmentats, figurant com a propietaris Pere de la Llibra (1533) i Antich Bassons de la Llibra (1590).
El Butlletí del Centre Excursionista de Catalunya del 1892 fa una descripció molt detallada de l'aspecte que tenien els Molinots a la fi del segle passat, quan encara eren visibles les restes de les construccions annexes: una paret de 12 pams d'alçada, murs d'una antiga cambra, una escala, un dipòsit.
Aquestes construccions, junt amb la resta dels murs i una part d'aquell rec, que es pot veure reconstruït a la parcel·la cantonera del carrer Major a l'altra banda del pont, són de les poques construccions medievals i les més antigues de Vallirana. Això fa que siguin de gran interès històric i arqueològic.